# ستانلي ستيوارت ديفيس
ستانلي ستيوارت ديفيس (بالإنجليزية: Stanley Stewart Davis) هو صيدلي بريطاني، ولد في 17 ديسمبر 1942.